# Tapura ivorensis
Espèce
Statut de conservation UICN

 VU A1c, B1+2c : Vulnérable
Tapura ivorensis est une espèce de plantes à fleurs du genre Tapura de la famille des Dichapetalaceae.